# Juanita M. Kreps
Clara Juanita Morris Kreps (Lynch, Kentucky; 11 de enero de 1921 – Durham, Carolina del Norte; 5 de julio de 2010) fue una economista y funcionaria del gobierno estadounidense. Se desempeñó como secretaria de Comercio de los Estados Unidos entre el 23 de enero de 1977 y el 31 de octubre de 1979, bajo la presidencia de Jimmy Carter. Fue la primera mujer y la primera economista en ocupar ese cargo, y la cuarta mujer en ocupar un cargo en el gabinete del poder ejecutivo.

## Biografía
Kreps nació el 11 de enero de 1921 en Lynch, Kentucky. Era hija de Cenia (de soltera Blair) y Elmer M. Morris. Se graduó de Berea College en 1942 y obtuvo una maestría y un doctorado en economía en Universidad Duke en 1944 y 1948, respectivamente. Fue incluida en Phi Beta Kappa. Especialista en demografía laboral, Kreps enseñó en Universidad Denison, Universidad Hofstra, Queens College y Duke. Ascendió de rango allí para convertirse en la primera vicepresidenta de la universidad. En 1972 fue la primera mujer directora de la Bolsa de Valores de Nueva York.
El 11 de agosto de 1944 se casó con Clifton Holland Kreps Jr., ex profesor de la Universidad de Carolina del Norte. Tuvieron dos hijas y un hijo.
Fue miembro directivo de 10 grandes corporaciones. Una colección de artículos de Kreps se encuentra en la Biblioteca Rubenstein de la Universidad de Duke.
La asesora política Anne Wexler, que formaba parte del equipo de transición del presidente Jimmy Carter después de su victoria en las elecciones presidenciales de 1976, recomendó a Kreps para un puesto en la administración Carter. Kreps fue designada para servir como Secretaria de Comercio. Dimitió el 31 de octubre de 1979. Fue reemplazada por Philip M. Klutznick.
Kreps falleció en Durham, Carolina del Norte, el 5 de julio de 2010. Fue enterrada en el cementerio episcopal de la Capilla de la Cruz en Chapel Hill, Carolina del Norte.

## Infancia y estudios
Viviendo en el condado de Harlan, Kreps se crio en una parte de Kentucky conocida por su industria minera de carbón. Proviene de una familia de granjeros por parte de su madre; el padre fue inicialmente contador en el negocio de la minería del carbón, luego pasó a ser el gerente de una pequeña mina de carbón independiente. Cuando Kreps era joven, sus padres se divorciaron. Su padre vivía cerca para disminuir el impacto del divorcio en los hijos. Kreps tenía cinco hermanos. Aunque su madre continuó trabajando en agricultura hasta la edad adulta, su padre envió pagos mensuales de pensión alimenticia para ayudar a Kreps y sus hermanos a sobrevivir.
Alrededor de los doce años, Kreps fue enviada a un internado en la ahora desaparecida Escuela Stuart Robinson. Su educación fue pagada en gran parte por la Iglesia Presbiteriana, y señaló que aunque el internado estaba más cerca que la escuela secundaria pública, su sed de conocimiento fue, en última instancia, lo que la impulsó a buscar una educación privada. Los maestros de su internado provenían de todo el sur y la educación que estaba recibiendo en ese momento era muy estimada. Sus consejeros de la escuela secundaria trataron de guiarla para que asistiera a Berea College, que era una institución gratuita, u otras universidades presbiterianas como Flora MacDonald. Sin embargo, la situación financiera de Kreps la restringió de las escuelas con matrículas altas e hizo que las opciones más baratas fueran más viables.
Sus días universitarios en Berea College estuvieron marcados por filosofías motivadas por la igualdad y la idea de que el sexo y la raza no dividían a nadie intelectualmente. En Berea, Kreps trabajó como lavaplatos, recepcionista en un hospital universitario, diseñadora de vestuario en el departamento de teatro y, finalmente, como asistente de uno de los mejores profesores de Economía del departamento. A través de sus conexiones con el Rector Hardin, un profesor que había recibido un doctorado del propio Duke, Kreps pudo asistir a la escuela de posgrado en la Universidad Duke. Uno de sus mentores en Duke fue Frank Deviyver. A lo largo de los años como estudiante, Kreps ayudó a editar su libro y ella escribió su tesis bajo la supervisión de Deviyver. Kreps atribuyó su capacidad para continuar su educación con menos discriminación durante sus años universitarios porque no era un hombre. En ese momento, los hombres estaban siendo reclutados para la guerra y las mujeres no, lo que Kreps señaló que le permitía enseñar casi directamente después de graduarse, ya que no había hombres alrededor que le dijeran que no lo hiciera. Enseñando en este momento, Kreps se dio cuenta de que la mayoría de sus estudiantes eran mujeres con algunos hombres dispersos aquí y allá.

## Vida familiar
Vio por primera vez en Atlanta al que sería su esposo, mientras trabajaba con la Junta Nacional de Trabajo de Guerra en 1943, más tarde volvieron a conectarse mientras él también estaba haciendo su doctorado en la Universidad Duke. Ese verano, Kreps y su esposo trabajaron como analistas de salarios, estaban a cargo de tratar de detener la inflación y asegurar que los aumentos salariales no aumentaran demasiado rápido.
A mediados de la década de 1940, Kreps y su esposo se habían enfrentado a muchos obstáculos para lograr manejar su relación y su carrera. Ambos lograron conseguir trabajos como docentes en Ohio, pero en dos universidades diferentes. Su relación consistía en verse muy escasamente y cuando al marido de Kreps le ofrecieron un puesto en California en Pomona College en 1950, Kreps utilizó este tiempo para ella para terminar su tesis. Finalmente, los dos regresaron a Ohio por unos años hasta que le ofrecieron a su esposo un puesto en el Banco de la Reserva Federal en Nueva York a mediados de la década de 1950 y en este punto de sus vidas fue cuando los niños se convirtieron en el foco principal de la pareja.
Durante la infancia de sus hijos, Kreps nunca mantuvo un trabajo de tiempo completo. En la década de 1950, Kreps pensó que sería demasiado difícil hacer malabarismos con las responsabilidades de la maternidad compartida con un trabajo de tiempo completo; aun así logró editar algunos libros. Apreció el tiempo que tenía para escribir mientras estaba en casa durante esos años. El esposo de Kreps finalmente dejó su puesto en Nueva York y comenzó a trabajar en la Universidad de Carolina del Norte. Sabiendo que su familia iba a ser trasladada a Chapel Hill, la Universidad de Duke le ofreció a Kreps trabajo. A medida que sus hijos crecieron, Kreps comenzó a asumir más y más responsabilidades como profesora y volvió a ingresar al mundo laboral.
Como madre, Kreps estaba satisfecha y agradecida por su tiempo fuera de la fuerza laboral. Sin embargo, notó que su ausencia de seis a ocho años por licencia de maternidad, afectó sus logros en comparación con otras mujeres de su edad. 

## Partidaria del movimiento feminista
Como una de las primeras defensoras del movimiento feminista, Kreps asistió a eventos y apoyó públicamente en numerosas ocasiones, el empleo con igualdad de oportunidades. A través de la enseñanza, Kreps pudo intentar inculcar a todos sus estudiantes que las mujeres tenían tanto derecho a una ocupación satisfactoria como los hombres.
El nombramiento de Kreps como secretaria de Comercio durante la presidencia de Jimmy Carter fue un momento histórico para el movimiento. La gente había estado cuestionando públicamente qué tan calificadas estaban las mujeres para ocupar puestos en el gabinete e incluso el propio presidente era culpable de hacer suposiciones sobre el tema. Kreps respondió a esta suposición del presidente: "Tiene que buscar más arduamente a mujeres calificadas".
Mientras trabajaba en la Universidad de Duke, Kreps fue ascendida a decana del Women's College. Al principio, fue muy cautelosa con el puesto ya que podía ver visiblemente cuánto más progresistas se estaban volviendo las mujeres en el campus. Aunque la universidad quería un nuevo decano, Kreps estaba muy consciente de que su administración estaría marcada por la integración del Woman's College en todo el campus y que su posición de liderazgo en la universidad sería de corta duración.
Finalmente, Kreps renunció a su puesto como decana en 1972. Esta decisión vino por muchas razones, pero una específica que citó en su carta de renuncia fue que no quería interferir con el progreso que estaba haciendo la escuela en términos de integración del Woman's College. Sabía que al permanecer en su puesto se interpondría en el camino de la reconstrucción básica de la experiencia de pregrado y, aunque puede que no fuera ideal, sabía que era un paso siguiente necesario. En este punto, Kreps tenía otras aspiraciones y que el cambio vendría con o sin ella. Después de esta renuncia, volvió a la enseñanza de Economía y un par de años después, se le ofreció el puesto de Vicepresidente de Duke desde 1973 hasta 1977. Posteriormente recibió la cátedra James B. Duke, que le fue otorgada por sus años de investigación, publicaciones y experiencia profesional.

## Cargos gubernamentales
Antes de su nombramiento por el presidente Carter, Kreps nunca había trabajado en un cargo gubernamental. Durante su nombramiento, enfrentó numerosos problemas de adaptación a una ocupación de nivel gubernamental. Enfrentó problemas de presupuesto y luchó por trabajar con otros miembros del gabinete que no la tomaban en serio por ser mujer. También tuvo que mantener una buena relación con el Congreso, que era casi todo masculino. Kreps todavía se sentía cercana a Carter a pesar de todo y disfrutaba de una relación amistosa con el presidente.
El tiempo de Kreps como miembro del gabinete se consideró diferente no solo porque era una mujer, sino también porque ningún economista había ocupado antes su puesto en el gabinete. Sin embargo, durante la administración Carter, Kreps había comenzado como una contribuyente muy importante a la política económica, y poco a poco personas como el Secretario del Tesoro, el director de Oficina de Administración y Presupuesto y el economista jefe del Departamento de Estado, comenzaron a sacarla de las conversaciones. Kreps atribuyó esto a la segregación en contra del Departamento de Comercio y más tarde se sintió aliviada al descubrir que no estaba de acuerdo con muchas de las decisiones tomadas por este pequeño grupo y estaba agradecida por haber sido pasada por alto. Al final, las reuniones fueron inclusivas y se le ofreció a Kreps acceso virtualmente ilimitado a Carter, lo que vio como un buen consuelo para la supervisión de sus compañeros.
Kreps trabajó intensamente en cuestiones comerciales durante su nombramiento. Uno de sus mayores logros como miembro del gabinete fue el acuerdo comercial con China. El acuerdo era un programa de obras públicas y se inició en su primer año en el puesto. También facilitó un proyecto de ley exitoso asociado con el boicot árabe. Kreps dejó muy claro que Estados Unidos no era particularmente inteligente con respecto a la economía mundial. Para establecer relaciones exitosas con otros países, como Japón, creía que Estados Unidos necesitaba apreciar a los otros países por lo que eran y dejar de intentar forzar el libre comercio en lugares que tienen diferentes tipos de gobiernos.
Kreps escribió un informe en 1976 titulado "Seguridad social en la próxima década: preguntas para un sistema maduro". El informe examinó la Seguridad Social en su conjunto y su viabilidad. El informe comenzó con una cita con la que la propia Kreps estuvo de acuerdo con respecto a las políticas del Seguro Social: "Realmente no hay forma de apoyar a los estadounidenses jubilados de manera cómoda y asequible". La conclusión del informe encontró que el mayor interés del público en general por el rumbo del Seguro Social es lo que mantendrá vivos los beneficios de retiro. La gente debe seguir invirtiendo en saber de dónde proviene el financiamiento para el Seguro Social y estar atentos a la cantidad de personas nuevas que alcanzan la elegibilidad para la jubilación cada año, para garantizar un sistema que funcione.
Durante su tiempo como Secretaria de Comercio, presentó una propuesta al Departamento de Salud y Servicios Humanos de los Estados Unidos que indicaba que la edad de elegibilidad para el Seguro Social debe aumentarse gradualmente, de lo contrario los beneficios se agotarán a un ritmo demasiado rápido. Esto tuvo mucha oposición porque los estadounidenses no querían trabajar más años de los establecidos. Su razonamiento provino del hecho de que, a partir de sus cálculos, la única forma de mantener los fondos del Seguro Social a un nivel adecuado, su solución debía implementarse durante un período determinado de años. Aunque su visión llegó un poco adelantada a la época, finalmente el gobierno hizo exactamente lo que Kreps sugirió para salvar la sanidad del Seguro Social. 

## Mujer de primicias
Además de ser la primera mujer Secretaria de Comercio de los Estados Unidos, Kreps también se convirtió en la primera mujer directora de la Bolsa de Valores de Nueva York en 1972. Se desempeñó en varias juntas corporativas: American Telephone & Telegraph Co., Armco Inc., Chrysler Corp., Citicorp, Deere & Co., Eastman Kodak Co., JC Penney Co. Inc., RJR Nabisco, UAL Corp. y Zurn Industries. En 1987, Kreps se convirtió en la primera mujer en ganar el premio Directora del Año de la Asociación Nacional de Directores Corporativos (NACD). Los esfuerzos de Kreps en la sala de juntas fueron vistos nada menos que como un "estándar de oro".